# Gmina Nowe Miasto
Die Gmina Nowe Miasto ist eine Stadt-und-Land-Gemeinde im Powiat Płoński der Woiwodschaft Masowien in Polen. Sie hat etwa 4650 Einwohner. Ihr Sitz ist die gleichnamige Stadt (auch Nowe Miasto nad Soną) mit etwa 1550 Einwohnern. 

## Geographie

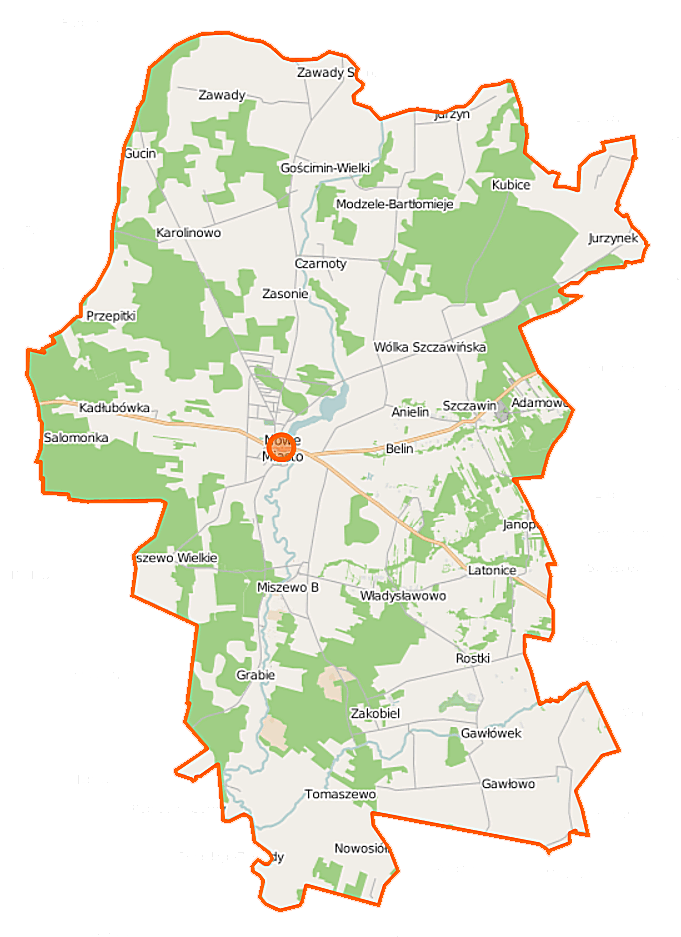
Karte der Gemeinde

Die Gemeinde liegt im nördlichen Drittel der Woiwodschaft. Die Kreisstadt Płońsk liegt zwölf Kilometer westlich und die Landeshauptstadt Warschau sechzig Kilometer südöstlich. Die Gemeinde hat eine Fläche von 118,4 km², von der 65 Prozent land- und 26 Prozent forstwirtschaftlich genutzt werden. Ihr Gebiet ist mit etwa 39 Einwohnern/km² dünn besiedelt. Zu den Gewässern gehört die Sona. Der Stausee Zalew Nowomiejski hat eine Fläche von 31,6 Hektar.

## Geschichte
In russischer Zeit wurden Nowe Miasto 1870 nach dem Januaraufstand die Stadtrechte aberkannt. Das Dorf wurde Sitz der Landgemeinde Modzele-Kubice, die 1954 in Gromadas aufgelöst wurde. Die Landgemeinde Nowe Miasto wurde zum 1. Januar 1973 aus Gromadas neu errichtet. Von 1975 bis 1998 gehörte die Gemeinde zur Woiwodschaft Ciechanów. Der Powiat war in dieser Zeit aufgelöst. Die Landgemeinde kam 1999 an den Powiat Łowicki der Woiwodschaft Łódź. Zum 1. Januar 2022 erhielt der Hauptort wieder Stadtrechte und die Gemeinde den Status einer Stadt-und-Land-Gemeinde. Die Einwohnerzahl der Gemeinde sank von 4701 im Dezember 2013 auf 4573 im Dezember 2016 und stieg bis Dezember 2022 auf 4665 an.

## Gliederung
Zur Stadt-und-Land-Gemeinde (gmina miejsko-wiejska) Nowe Miasto gehören die namensgebende Stadt, 35 Dörfer und die Siedlung Modzele-Bartłomieje. Diese sind zu 33 Schulzenämtern (sołectwa) zusammengefasst (Einwohnerzahlen vom 31. Dezember 2013):
Nowe Miasto (1569)
Aleksandria-Popielżyn Dolny (24 + 22)
Anielin-Belin (93 + 62)
Czarnoty (61)
Gawłowo (191)
Gawłówek (30)
Gościmin Wielki (179)
Grabie (72)
Gucin (25)
Henrykowo (59)
Janopole (72)
Jurzyn-Modzele-Bartłomieje (69 + 36)
Jurzynek (105)
Kadłubówka (155)
Karolinowo (260)
Kubice (30)
Latonice (186)
Miszewo B (67)
Miszewo Wielkie (134)
Nowe Miasto-Folwark (219)
Nowosiółki (55)
Przepitki (23)
Rostki (68)
Salomonka (33)
Szczawin-Adamowo (85 + 81)
Tomaszewo (25)
Władysławowo (103)
Wólka Szczawińska (119)
Zakobiel (57)
Zasonie (100)
Zawady B (80)
Zawady Stare (98)
Żołędowo (54)
Ein kleinerer Ort der Gemeinde ist der Weiler Modzele-Gajówka.

## Verkehr
Die Woiwodschaftsstraße DW632 führt von Marki über Nowe Miasto in die Kreisstadt Płońsk. Die Woiwodschaftsstraße DW620 führt von Nowe Miasto nach Świercze in der Nachbargemeinde. Dieser Ort ist die nächste Bahnstation an der Bahnstrecke Warschau–Danzig.
Der nächste internationale Flughafen ist Warschau.